# Jurij Korablin
Jurij Korablin (in russo Юрий Кораблин?; Mosca, 30 gennaio 1960 – Mosca, 19 settembre 2016) è stato un politico, imprenditore e dirigente sportivo russo.

## Biografia

### Studi e vita privata
Figlio di un ingegnere, nel 1981 si diplomò all'Istituto Tecnico e successivamente si laureò in giurisprudenza divenendo quindi avvocato. Durante il servizio militare giunse alla carica di colonnello dell'esercito sovietico.
Sposato con Viktoria Korablina, ebbe quattro figli. È morto nel sonno la notte del 19 settembre 2016 all'età di 56 anni, per una malattia che lo affliggeva da tempo.

### Carriera politica
Nel 1990 fu eletto al Consiglio Comunale di Chimki; nel 1991 divenne sindaco della stessa città, venendo poi rieletto nel 1995. Nel 1996 sostenne, assieme agli altri sindaci delle città dell'Oblast' di Mosca l'elezione a Presidente di Boris Nikolaevič El'cin.
Il 16 dicembre 2001 viene eletto alla Duma dell'Oblast' di Mosca.

### Dirigente sportivo
Korablin fu fondatore e presidente del Basketbol'nyj klub Chimki e del Futbol'nyj Klub Chimki. Nel 2011 comprò le quote del Venezia e fondò la holding "Venice Football Academy". Il 16 febbraio dello stesso anno assunse la presidenza del club lagunare, diventando così il primo presidente russo della storia del calcio italiano. Alla fine del campionato 2014/2015 il presidente Korablin delegò l'avvocato Fausto Baratella ad occuparsi della cessione del club lagunare e a sanarne le carenze patrimoniali. Il 6 luglio 2015 i giocatori pubblicarono una lettera aperta destinata proprio all'imprenditore russo, accusato di aver illuso la squadra con promesse poi non mantenute e di essersi poi reso irreperibile; al contempo resero noto di non percepire lo stipendio dal mese di febbraio, al pari degli altri dipendenti della società. Alcune delle mensilità vennero poi saldate il 10 luglio successivo.
Il 13 luglio 2015, non essendo riuscito a portare a termine il proprio incarico, l'avvocato Baratella annunciò la mancata iscrizione del FBC Unione Venezia al campionato di Lega Pro 2015-2016.